# U-21-Fußball-Europameisterschaft 2013/Gruppe A
| Pl. | Land     | Sp. | S | U | N | Tore    | Diff. | Punkte |
| --- | -------- | --- | - | - | - | ------- | ----- | ------ |
| 1.  | Italien  | 3   | 2 | 1 | 0 | 006:100 | +5    | 07     |
| 2.  | Norwegen | 3   | 1 | 2 | 0 | 006:400 | +2    | 05     |
| 3.  | Israel   | 3   | 1 | 1 | 1 | 003:600 | −3    | 04     |
| 4.  | England  | 3   | 0 | 0 | 3 | 001:500 | −4    | 0      |

Gruppe A der U-21-Fußball-Europameisterschaft 2013

## Israel – Norwegen 2:2 (1:1)
| Israel                                                 | Israel | Norwegen | Norwegen |
| ------------------------------------------------------ | --- | --- | -------- |
| Israel                                                 | \| 1. Spieltag \| \| 5. Juni 2013 um 18:00 Uhr in Netanja (Netanja-Stadion) \| \| Zuschauer: 10.850 \| \| Schiedsrichter: Paweł Gil ( Polen) \| \| Spielbericht \|                                                                           | \| 1. Spieltag \| \| 5. Juni 2013 um 18:00 Uhr in Netanja (Netanja-Stadion) \| \| Zuschauer: 10.850 \| \| Schiedsrichter: Paweł Gil ( Polen) \| \| Spielbericht \| | Norwegen |
| Israel                                                 | Boris Kleiman – Elazar Dasa, Edi Gutliv, Omri Ben Harush, Marwan Kabha (38. Ofir Kriaf) – Nir Biton (74. Israel Zaguri), Eyal Golasa, Taleb Tawatha, Mohammed Kalibat – Munas Dabbur, Orr Barouch (57. Alon Turgeman) Cheftrainer: Guy Luzon | Ørjan Nyland – Stefan Strandberg , Vegar Eggen Hedenstad, Fredrik Berge, Omar Elabdellaoui – Yann-Erik de Lanlay (46. Martin Linnes), Anders Konradsen (76. Harmeet Singh), Magnus Eikrem, Jo Inge Berget (76. Håvard Nielsen) – Marcus Pedersen, Stefan Johansen Cheftrainer: Tor Skullerud | Norwegen |
| Israel                                                 | 1:0 Biton (16., Foulelfmeter) 2:1 Turgeman (71.) | 1:1 Pedersen (24.) 2:2 Singh (90.) | Norwegen |
| Israel                                                 | Golasa, Kalibat, Barouch | Konradsen | Norwegen |
| Israel                                                 | Hedenstad | | Norwegen |
| 1. Spieltag                                            | | |          |
| 5. Juni 2013 um 18:00 Uhr in Netanja (Netanja-Stadion) | | |          |
| Zuschauer: 10.850                                      | | |          |
| Schiedsrichter: Paweł Gil ( Polen)                     | | |          |
| Spielbericht                                           | | |          |

## England – Italien 0:1 (0:0)
| England                                                    | England | Italien | Italien |
| ---------------------------------------------------------- | --- | --- | ------- |
| England                                                    | \| 1. Spieltag \| \| 5. Juni 2013 um 20:30 Uhr in Tel Aviv (Bloomfield-Stadion) \| \| Zuschauer: 10.660 \| \| Schiedsrichter: Antony Gautier ( Frankreich) \| \| Spielbericht \|                                                                                             | \| 1. Spieltag \| \| 5. Juni 2013 um 20:30 Uhr in Tel Aviv (Bloomfield-Stadion) \| \| Zuschauer: 10.660 \| \| Schiedsrichter: Antony Gautier ( Frankreich) \| \| Spielbericht \|                                                                                                   | Italien |
| England                                                    | Jack Butland – Nathaniel Clyne, Steven Caulker, Craig Dawson, Jack Robinson – Jordan Henderson , Jason Lowe, Jonjo Shelvey (75. Josh McEachran), Nathan Redmond – Marvin Sordell (65. Nathaniel Chalobah), Connor Wickham (82. Nathan Delfouneso) Cheftrainer: Stuart Pearce | Francesco Bardi – Giulio Donati, Cristiano Biraghi, Luca Caldirola , Matteo Bianchetti – Marco Verratti, Alessandro Florenzi, Luca Marrone (87. Fausto Rossi) – Lorenzo Insigne, Ciro Immobile (60. Manolo Gabbiadini), Fabio Borini (78. Mattia Destro) Cheftrainer: Devis Mangia | Italien |
| England                                                    | 0:1 Insigne (79.) | | Italien |
| England                                                    | Clyne, Lowe | Bianchetti, Insigne | Italien |
| 1. Spieltag                                                | | |         |
| 5. Juni 2013 um 20:30 Uhr in Tel Aviv (Bloomfield-Stadion) | | |         |
| Zuschauer: 10.660                                          | | |         |
| Schiedsrichter: Antony Gautier ( Frankreich)               | | |         |
| Spielbericht                                               | | |         |

## England – Norwegen 1:3 (0:2)
| England                                                       | England | Norwegen | Norwegen |
| ------------------------------------------------------------- | --- | --- | -------- |
| England                                                       | \| 2. Spieltag \| \| 8. Juni 2013 um 18:00 Uhr in Petach Tikwa (HaMoshava-Stadion) \| \| Zuschauer: 6.150 \| \| Schiedsrichter: Serhij Bojko ( Ukraine) \| \| Spielbericht \|                                                                            | \| 2. Spieltag \| \| 8. Juni 2013 um 18:00 Uhr in Petach Tikwa (HaMoshava-Stadion) \| \| Zuschauer: 6.150 \| \| Schiedsrichter: Serhij Bojko ( Ukraine) \| \| Spielbericht \| | Norwegen |
| England                                                       | Jack Butland – Adam Smith, Steven Caulker, Craig Dawson (85. Andre Wisdom) – Jason Lowe (46. Connor Wickham), Nathaniel Chalobah, Jordan Henderson , Danny Rose, Nathan Redmond (66. Jonjo Shelvey) – Tom Ince, Wilfried Zaha Cheftrainer: Stuart Pearce | Ørjan Nyland – Thomas Rogne (82. Håvard Nordtveit), Stefan Strandberg , Fredrik Berge (58. Martin Linnes) – Harmeet Singh, Magnus Eikrem (68. Abdisalam Ibrahim), Stefan Johansen, Omar Elabdellaoui – Jo Inge Berget, Marcus Pedersen, Håvard Nielsen Cheftrainer: Tor Skullerud | Norwegen |
| England                                                       | 1:3 Dawson (57., Foulelfmeter) | 0:1 Berge (15.) 0:2 Berget (34.) 0:3 Eikrem (51.) | Norwegen |
| England                                                       | Henderson, Chalobah | Berge | Norwegen |
| 2. Spieltag                                                   | | |          |
| 8. Juni 2013 um 18:00 Uhr in Petach Tikwa (HaMoshava-Stadion) | | |          |
| Zuschauer: 6.150                                              | | |          |
| Schiedsrichter: Serhij Bojko ( Ukraine)                       | | |          |
| Spielbericht                                                  | | |          |

## Italien – Israel 4:0 (2:0)
| Italien                                                    | Italien | Israel | Israel |
| ---------------------------------------------------------- | --- | --- | ------ |
| Italien                                                    | \| 2. Spieltag \| \| 8. Juni 2013 um 20:30 Uhr in Tel Aviv (Bloomfield-Stadion) \| \| Zuschauer: 13.750 \| \| Schiedsrichter: Ovidiu Hațegan ( Rumänien) \| \| Spielbericht \| | \| 2. Spieltag \| \| 8. Juni 2013 um 20:30 Uhr in Tel Aviv (Bloomfield-Stadion) \| \| Zuschauer: 13.750 \| \| Schiedsrichter: Ovidiu Hațegan ( Rumänien) \| \| Spielbericht \|                                           | Israel |
| Italien                                                    | Francesco Bardi – Giulio Donati, Cristiano Biraghi, Luca Caldirola , Matteo Bianchetti – Marco Verratti (70. Nicola Sansone), Alessandro Florenzi, Lorenzo Insigne (40. Fausto Rossi) – Ciro Immobile, Manolo Gabbiadini (57. Mattia Destro), Riccardo Saponara Cheftrainer: Devis Mangia | Boris Kleiman – Elazar Dasa (46. Yom-Tov Ofer), Ben Vahaba, Israel Zaguri, Nir Biton – Eyal Golasa, Taleb Tawatha – Mohammed Kalibat (82. Ahad Azam), Alon Turgeman (66. Orr Barouch), Ofir Kriaf Cheftrainer: Guy Luzon | Israel |
| Italien                                                    | 1:0 Saponara (18.) 2:0 Gabbiadini (42.) 3:0 Gabbiadini (53.) 4:0 Florenzi (71.) | | Israel |
| Italien                                                    | Verratti | | Israel |
| Italien                                                    | Golasa | | Israel |
| 2. Spieltag                                                | | |        |
| 8. Juni 2013 um 20:30 Uhr in Tel Aviv (Bloomfield-Stadion) | | |        |
| Zuschauer: 13.750                                          | | |        |
| Schiedsrichter: Ovidiu Hațegan ( Rumänien)                 | | |        |
| Spielbericht                                               | | |        |

## Israel – England 1:0 (0:0)
| Israel                                                         | Israel | England | England |
| -------------------------------------------------------------- | --- | --- | ------- |
| Israel                                                         | \| 3. Spieltag \| \| 11. Juni 2013 um 18:00 Uhr in Jerusalem (Teddy-Kollek-Stadion) \| \| Zuschauer: 22.183 \| \| Schiedsrichter: Serhij Bojko ( Ukraine) \| \| Spielbericht \|                                                                 | \| 3. Spieltag \| \| 11. Juni 2013 um 18:00 Uhr in Jerusalem (Teddy-Kollek-Stadion) \| \| Zuschauer: 22.183 \| \| Schiedsrichter: Serhij Bojko ( Ukraine) \| \| Spielbericht \|                                                                             | England |
| Israel                                                         | Boris Kleiman – Ofir Davidzada, Ben Vahaba, Yom-Tov Ofer, Omri Den Harush – Israel Zaguri, Nir Biton , Sintayehu Sallalich (87. Ahad Azam) – Munas Dabbur (55. Omri Altman), Alon Turgeman (63. Orr Barouch), Ofir Kriaf Cheftrainer: Guy Luzon | Jason Steele – Danny Rose, Nathaniel Clyne, Andre Wisdom Tom Lees – Nathaniel Chalobah (78. Marvin Sordell), Josh McEachran (71. Nathan Redmond), Jonjo Shelvey, Wilfried Zaha – Tom Ince (46. Jordan Henderson), Connor Wickham Cheftrainer: Stuart Pearce | England |
| Israel                                                         | 1:0 Kriaf (80.) | | England |
| 3. Spieltag                                                    | | |         |
| 11. Juni 2013 um 18:00 Uhr in Jerusalem (Teddy-Kollek-Stadion) | | |         |
| Zuschauer: 22.183                                              | | |         |
| Schiedsrichter: Serhij Bojko ( Ukraine)                        | | |         |
| Spielbericht                                                   | | |         |

## Norwegen – Italien 1:1 (0:0)
| Norwegen                                                | Norwegen | Italien | Italien |
| ------------------------------------------------------- | --- | --- | ------- |
| Norwegen                                                | \| 3. Spieltag \| \| 11. Juni 2013 um 18:00 Uhr in Netanja (Netanja-Stadion) \| \| Zuschauer: 7.130 \| \| Schiedsrichter: Ivan Bebek ( Kroatien) \| \| Spielbericht \| | \| 3. Spieltag \| \| 11. Juni 2013 um 18:00 Uhr in Netanja (Netanja-Stadion) \| \| Zuschauer: 7.130 \| \| Schiedsrichter: Ivan Bebek ( Kroatien) \| \| Spielbericht \| | Italien |
| Norwegen                                                | Arild Østbø – Thomas Rogne (54. Stefan Strandberg), Vegar Eggen Hedenstad, Håvard Nordtveit – Martin Linnes, Valon Berisha, Markus Henriksen, Yann-Erik de Lanlay, Anders Konradsen – Håvard Nielsen (60. Flamur Kastrati), Joshua King (74. Abdisalam Ibrahim) Cheftrainer: Tor Skullerud | Francesco Bardi – Giulio Donati, Marco Capuano, Luca Caldirola , Vasco Regini – Fausto Rossi (61. Alessandro Florenzi), Marco Crimi, Mattia Destro (72. Manolo Gabbiadini), Nicola Sansone – Alberto Paloschi, Riccardo Saponara (46. Andrea Bertolacci) Cheftrainer: Devis Mangia | Italien |
| Norwegen                                                | 1:0 Strandberg (90., Foulelfmeter) | 1:1 Bertolacci (90.+3') | Italien |
| Norwegen                                                | Rogne, Ibrahim | Caldirola, Donati | Italien |
| 3. Spieltag                                             | | |         |
| 11. Juni 2013 um 18:00 Uhr in Netanja (Netanja-Stadion) | | |         |
| Zuschauer: 7.130                                        | | |         |
| Schiedsrichter: Ivan Bebek ( Kroatien)                  | | |         |
| Spielbericht                                            | | |         |